# Heliconius charithonia
Espèce
Heliconius charithonia est un lépidoptère appartenant à la famille des Nymphalidae, à la sous-famille des Heliconiinae et au genre Heliconius.
Il a été déclaré papillon officiel de l'État de Floride en 1996.

## Dénomination
Heliconius charithonia a été nommé par Carl von Linné en 1767.
Synonymes :Papilio charithonia Linnaeus, 1767

### Noms vernaculaires
Heliconius charithonia se nomme Zebra Longwing en anglais.

### Sous-espèces
- Heliconius charithonia charithonia en Équateur
- Heliconius charithonia antiquus Lamas, 1988 ; à Antigua.
- Heliconius charithonia bassleri Comstock & Brown, 1950 ; en Colombie.
- Heliconius charithonia churchi Comstock & Brown, 1950 ; à Haïti
- Heliconius charithonia peruvianus C. & R. Felder, 1858.
- Heliconius charithonia punctata Hall
- Heliconius charithonia ramsdeni Comstock & Brown, 1950 ;  à Cuba
- Heliconius charithonia simulator Röber, 1921 ; à la Jamaïque
- Heliconius charithonia tuckeri Comstock & Brown, 1950 ; en Floride
- Heliconius charithonia vazquezae Comstock & Brown, 1950 ; au Mexique[1].

## Description
C'est un très grand papillon aux ailes allongées et arrondies noires ou marron foncé zébré de bandes blanches.

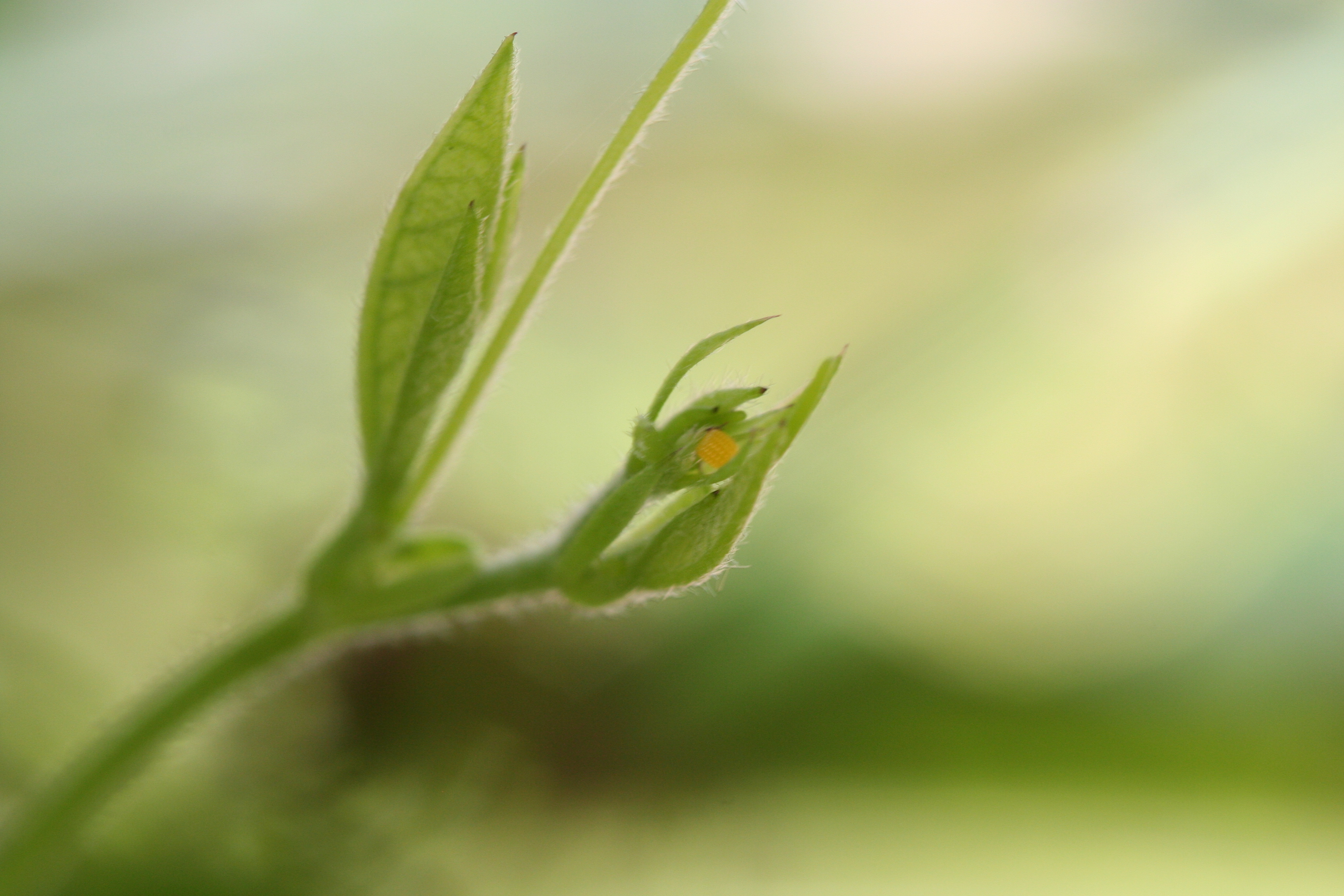
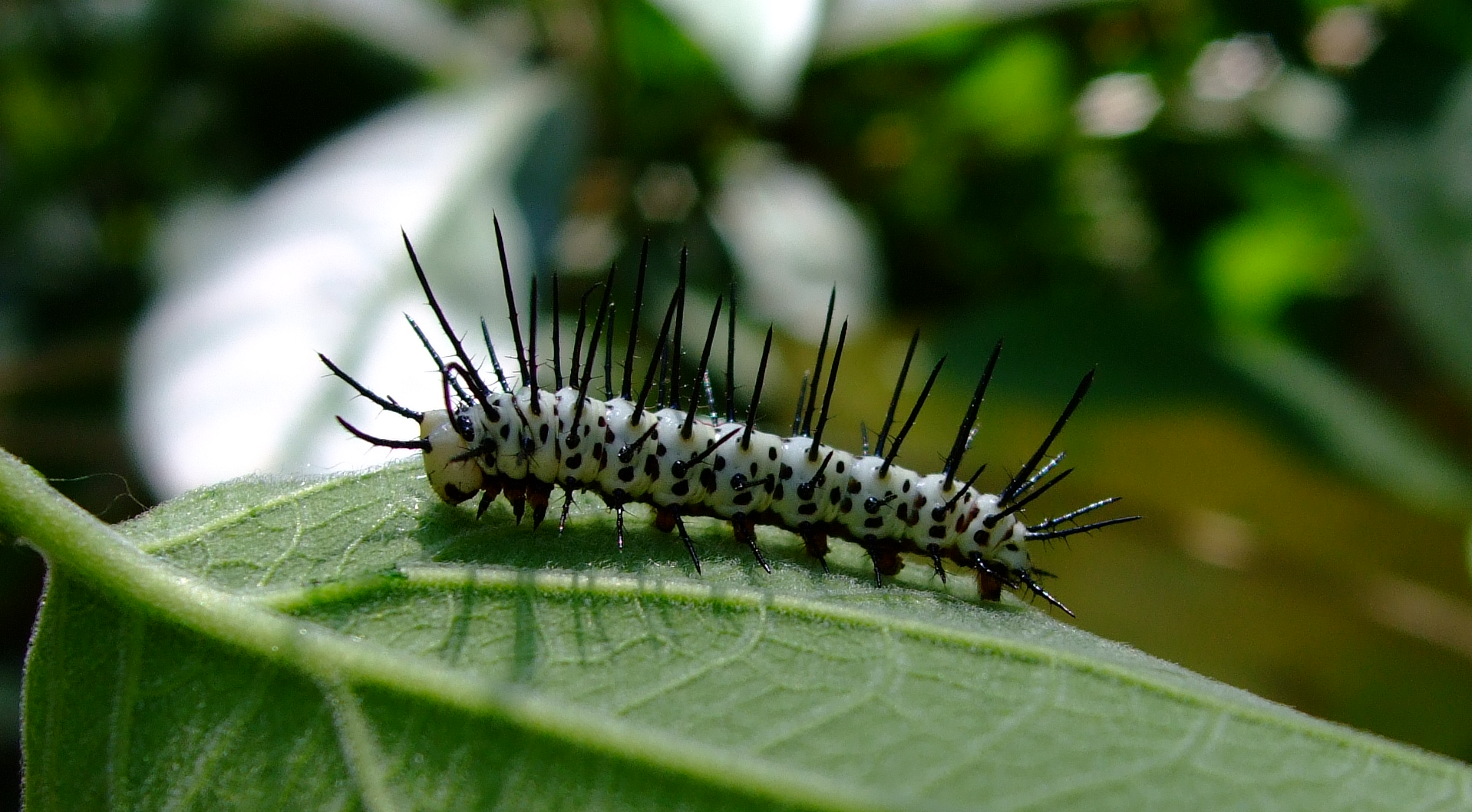
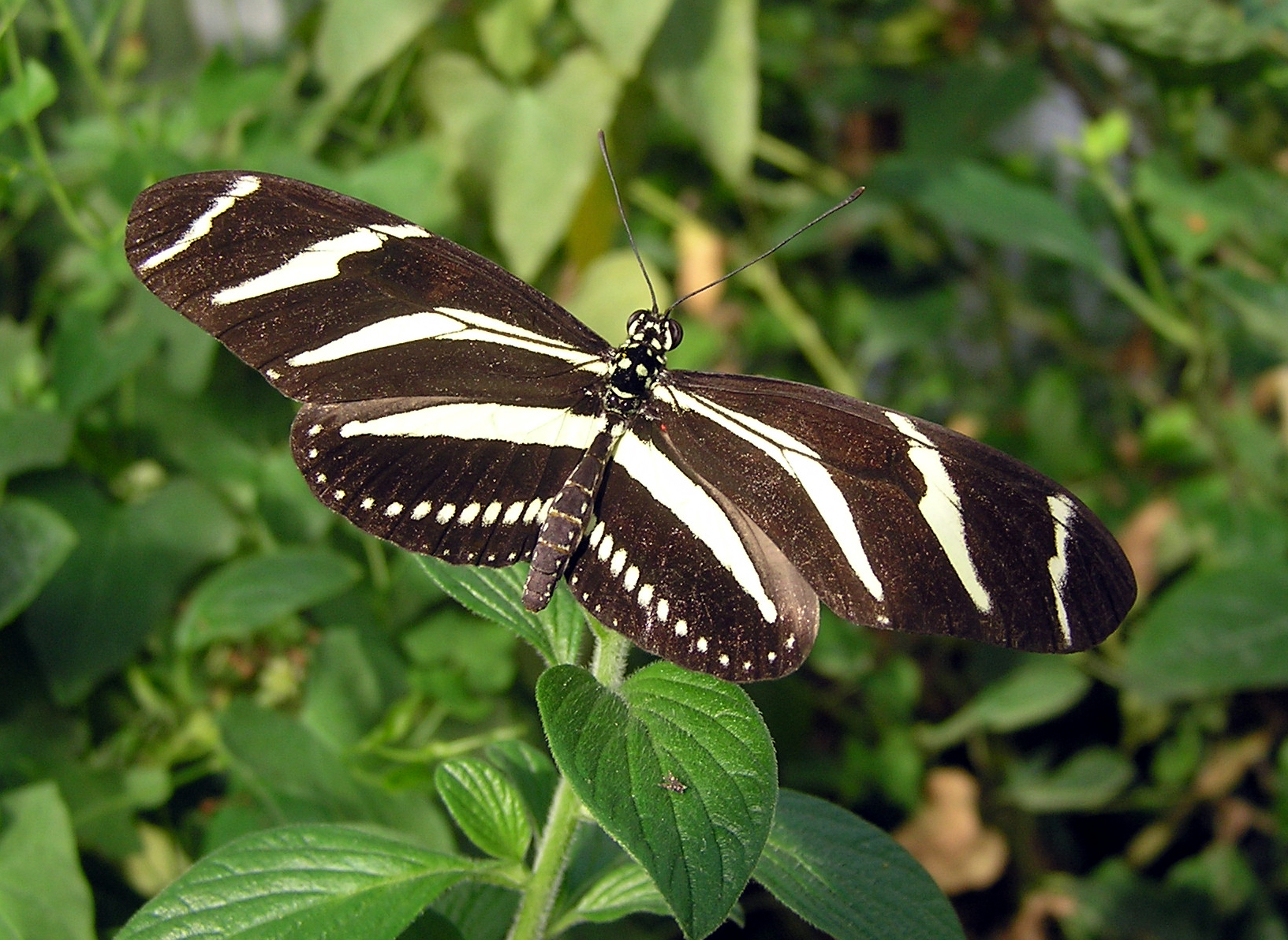
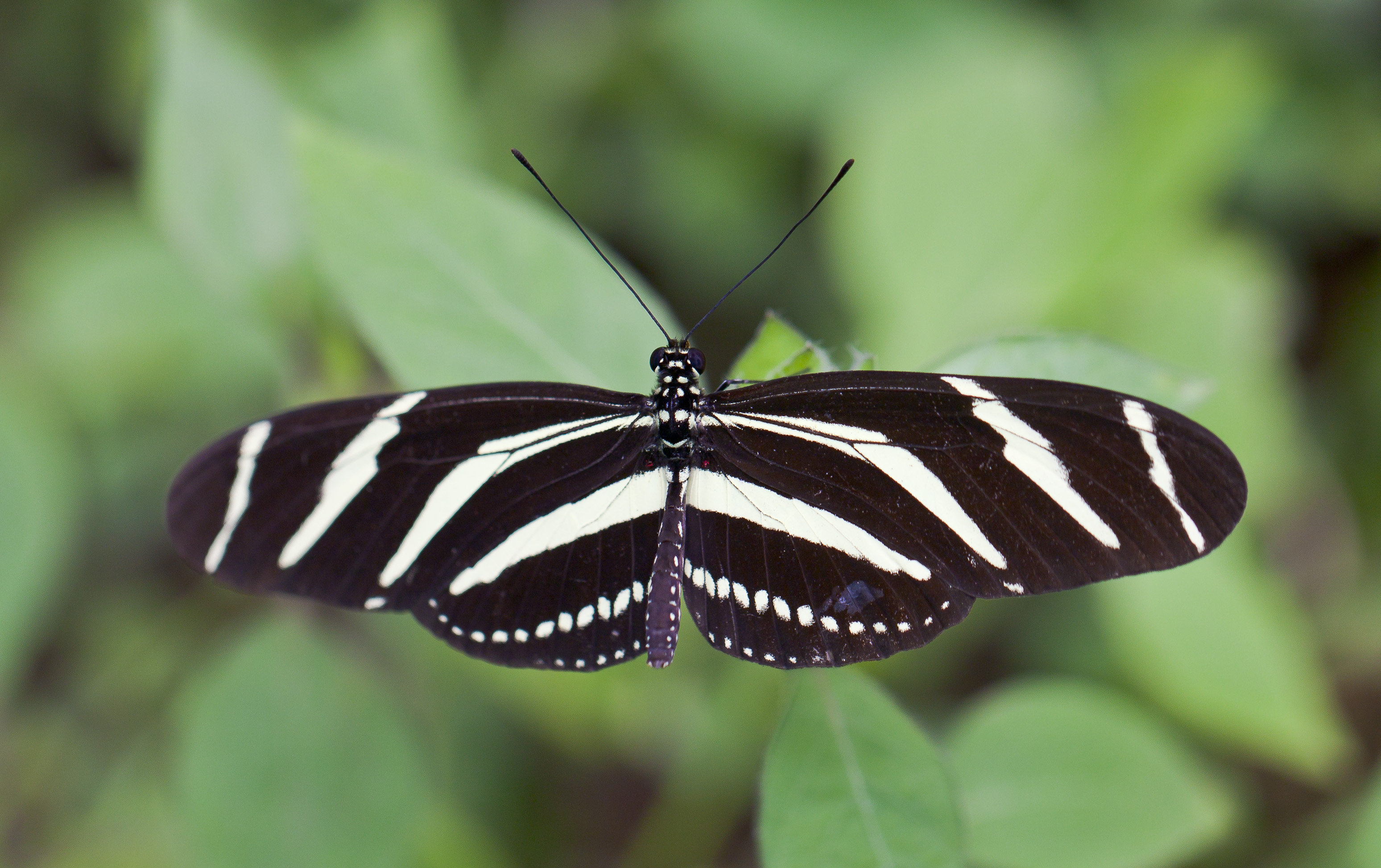
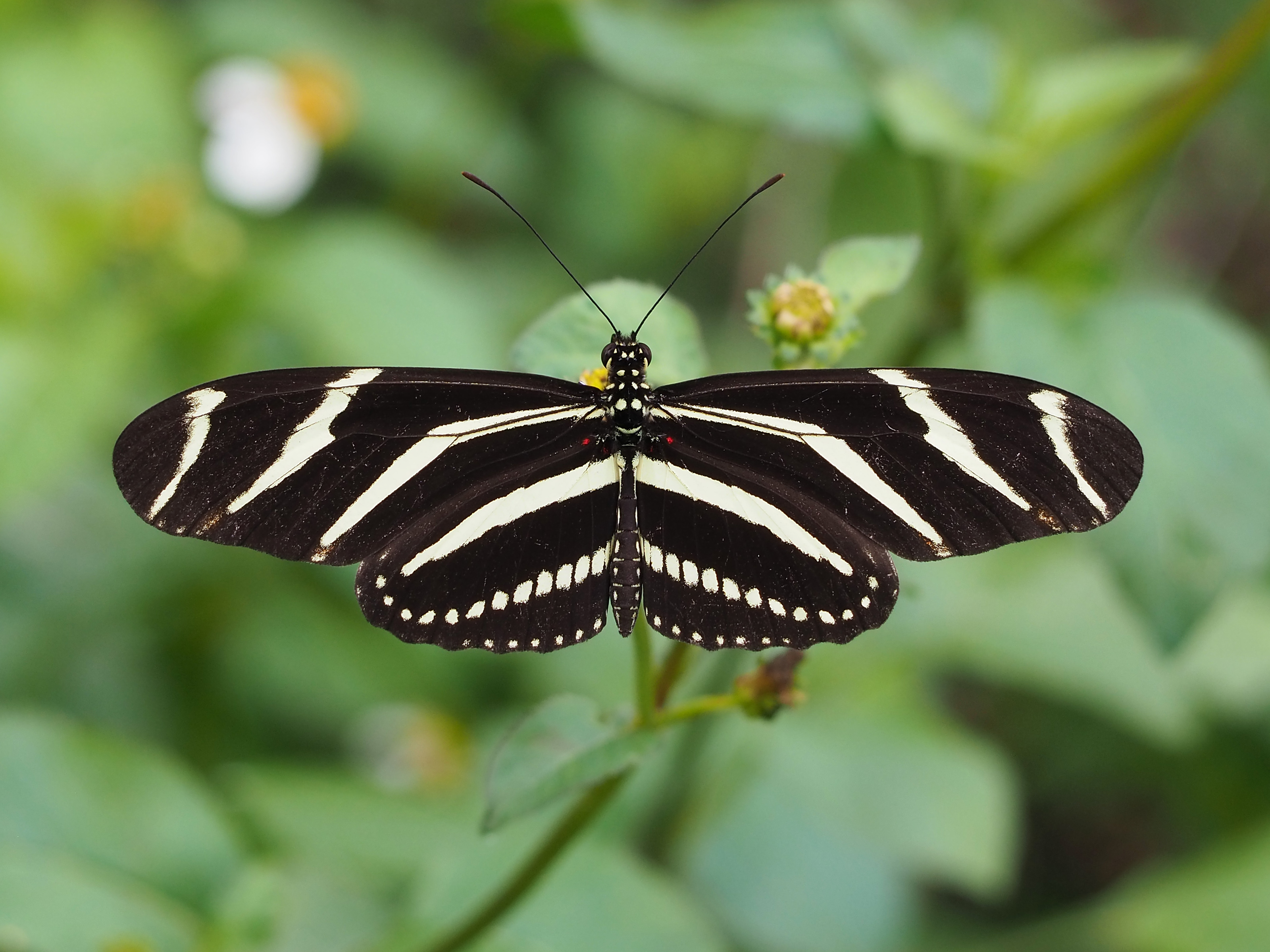

## Biologie
L'œuf de cet insecte contient du cyanure et d'autres éléments toxiques provenant des plantes que les adultes ont mangées.

### Plantes hôtes
Les plantes hôtes sont des Passiflora ou passiflore, dont Passiflora suberosa, Passiflora lutea et Passiflora affinis.

## Écologie et distribution
Il est présent en Amérique, dans le sud des États-Unis (en Floride, Géorgie, Virginie, Caroline du Sud et Caroline du Nord, au Mexique, à la Jamaïque, à Cuba et à Haïti, en Amérique centrale Équateur, Colombie, et dans toute l'Amérique du Sud.
Il est émigrant occasionnel au nord de sa zone de résidence, ce qui explique qu'il soit trouvé en Géorgie, Virginie, Caroline du Sud et Caroline du Nord.

### Biotope
Son habitat est la forêt en particulier la forêt tropicale.

## Philatélie
Ce papillon figure sur une émission de Cuba de 1982 (valeur faciale : 5 c.).

## Liens taxonomiques
- (en) Catalogue of Life : Heliconius charithonia Linnaeus, 1767 (consulté le 15 décembre 2020)
- (en) NCBI : Heliconius charithonia (taxons inclus)
- sur eol.org